# エリクトー

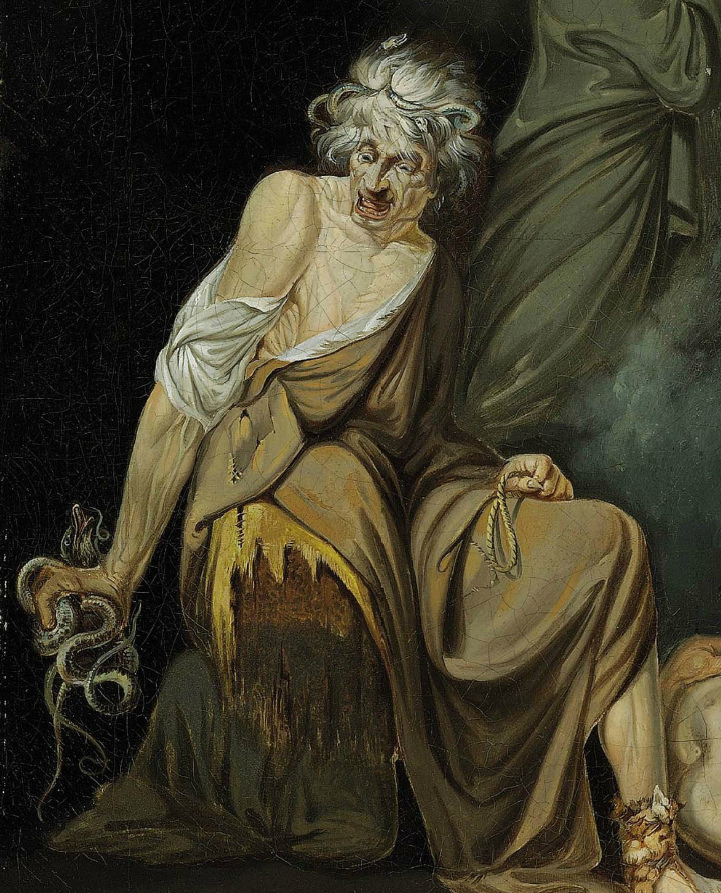
エリクトー、ジョン・ハミルトン・モーティマー画。

エリクトー(ラテン語: Erichtho、 古希: Ἐριχθώ）エリクト、エリトン、エリヒトー はラテン文学において、いくつかの文学作品に登場する伝説的なテッサリアの魔女である。

## 解説
彼女は恐ろしい風貌と不遜な手段を取ることで知られる。
彼女が主要な役割を初めて演じるのはカエサルのローマ内戦の詳細を描いたルーカーヌスの叙事詩『内乱』である。この作品で、大ポンペイウスの息子セクストゥス・ポンペイウスは目前に迫ったファルサルスの戦いについて未来を見通させるために彼女を探す。身の毛もよだつ場所で彼女は死体を見つけ、毒で満たして蘇らせる。死体は内乱が冥界を悩ませていると説明し、ポンペイウスとその親族を待ち構える運命について予言する。
『内乱』におけるエリクトーの役割は、しばしば古典学者や文学者によって議論されるが、彼女がウェルギリウスの作品である『アエネーイス』に登場する敬虔な巫女クーマエのシビュラの対照であり、対応する役割を果たしていることに多くが同意している。14世紀には、イタリアの詩人ダンテの『神曲』にも登場するが、そこではエリクトーがウェルギリウスに魔法を使って第九圏の魂を引き出すことを強いた。彼女はゲーテの『ファウスト』やジョン・マーストンの『ソフォニスバ、驚くべき女人』にも登場する。

## 文学作品において

### 起源
エリクトーは『ヘーローイデス』第15歌で触れられているため、詩人オウィディウスによって創作された可能性がある 。これはおそらく古代ギリシア時代に発展したテッサリアの魔女の伝説に触発されたと考えられる。多くの情報源によればテッサリアは魔女の温床として知られていて、「この地域の民間伝承はローマ時代以来魔女や麻薬、毒物そして魔法の呪文と共に存続している」とされている。しかしながら、エリクトーが高い評判を得たのはこの数十年後であり、カエサルのローマ内戦の詳細を描いた叙事詩『内乱』で彼女を傑出した者として描いた詩人ルーカーヌスによるものである。

### ルーカーヌスの『内乱』

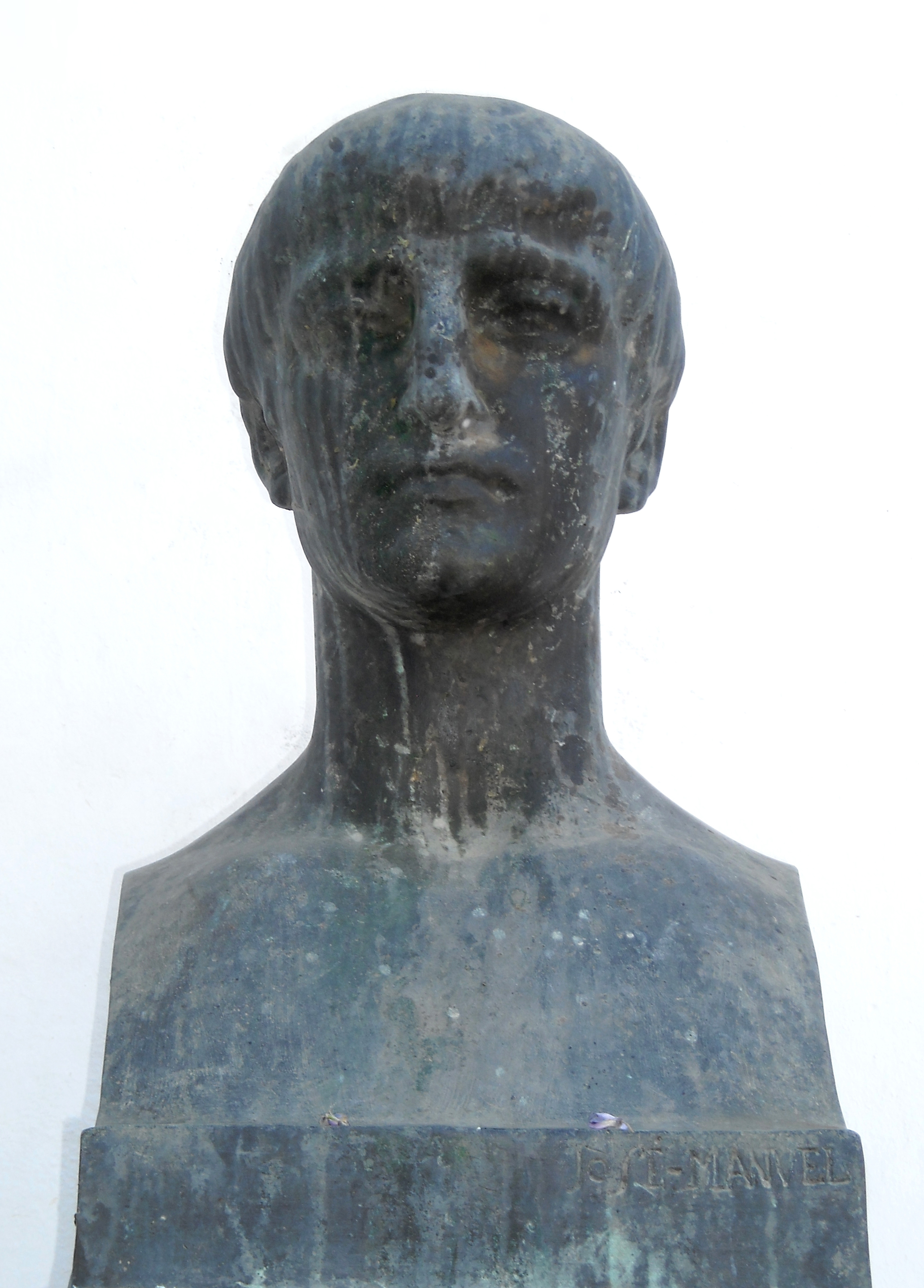
エリクトーはローマの詩人ルーカーヌスの叙事詩『内乱』によって世に広められた。

ルーカーヌスの『内乱』では、エリクトーはとても不快で（例えば、「乾いた雲」が頭に垂れ下がっており、彼女の吐く息は「さもなければ死には至らない空気を毒す」と説明される）、冒涜的である点においても邪悪だった（例えば「彼女は決して神々に懇願することも無く、嘆願の賛美歌で神を呼ぶこともない」） 。彼女は社会からはずれた地域に住んでいて、「墓地や絞首台、そして内戦によっておびただしく供給される戦場の近くに居を構えていた」というのも、彼女はこうした場所から得た体の部位を呪文を唱えるときに使うからだ。確かに、彼女は凶悪で恐ろしい振る舞いを楽しんでいる（例えば「死者が石棺に閉じ込められると、彼女はどの手足も熱心に乱暴する。目に手を突っ込んで凝り固まった眼球を引きずり出し、乾いた手の青白い爪をかじる。」）　。
彼女は強力な降霊術者で、彼女が戦場で死体を調べる場面では「彼女が野にある軍勢を起き上がらせて戦争に戻らせたならば、エレボスの法は彼女に屈服し、軍隊はステュクスのアヴェルヌスから彼女の恐るべき力により引き摺り出され、戦いへと赴かされただろう」と言及される 。彼女が大ポンペイウスの息子セクストゥス・ポンペイウスに求められたのはこのためであり、彼はファルサルスの戦いの結果を知るため彼女に降霊の儀式を行なって欲しいと思っている。エリクトーは依頼に応じて戦場のただ中を「硬直してはいるが肺が無傷の」死体を探してさまよい歩く。彼女はその死体を元通りに清めると、その体を薬（とりわけ「温かい血」と「月の毒」と「あらゆる不正に実ったもの」を混ぜたもの）で満たし死体を蘇らせた。召喚された魂は、最初はかつての身体に戻ることを拒む。すると彼女は「その恐ろしい名で大地が打ち震える神」を呼び出すと強調することで天地の全てを脅した 。この怒りの噴出の直後、死体は蘇生して冥界での内戦の希望のない様子を語り、ポンペイウスとその一族を待ち受ける運命について（少なくともセクトゥス・ポンオエイウスについては）かなり曖昧な予言をする。

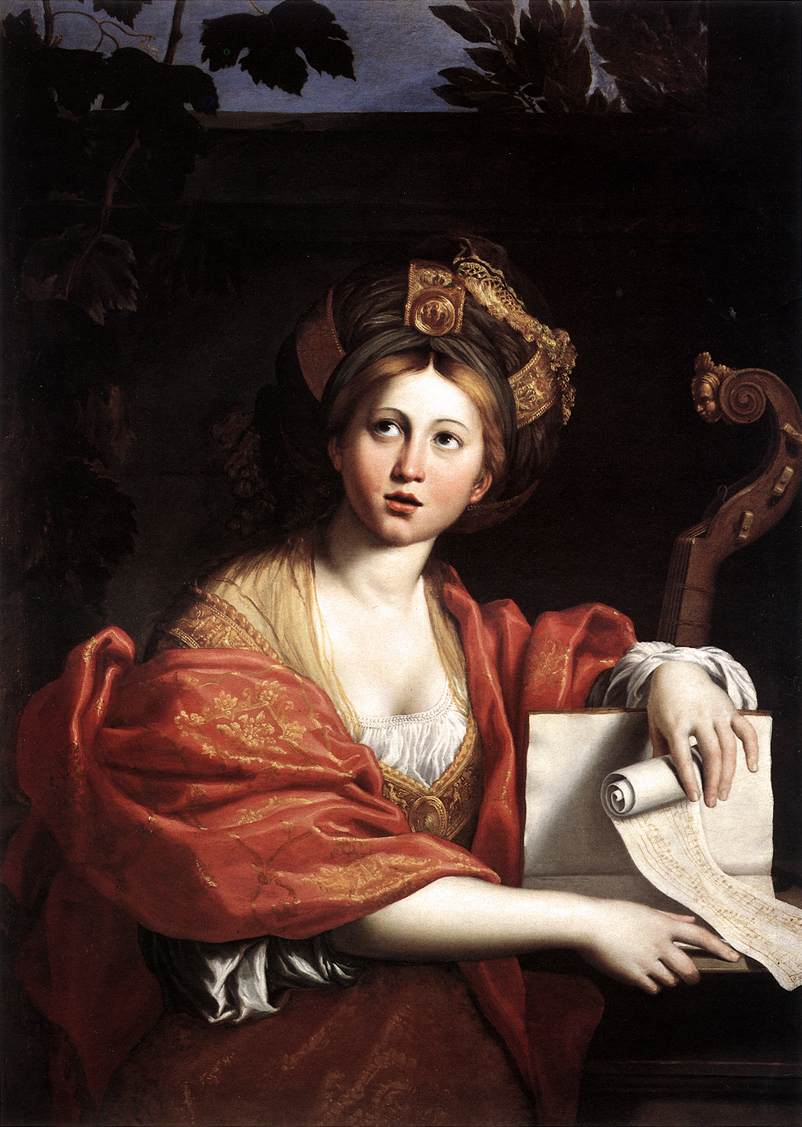
エリクトーはウェルギリウスの『アエネーイス』の際立った登場人物であるクーマエのシビュラの対極であると見なされる。

多くの学者が『内乱』の第6巻をウェルギリウスの『アエネーイス』の第6巻の改変と見なしているため、エリクトーはしばしば「ウェルギリウスのクーマエのシビュラとは正反対の彼女に対抗するもの」と見なされる 。実際に、どちらも冥界から情報を得るのを助ける役割を果たしているが、シビュラは敬虔であるのに対し、エリクトーは不道徳である。Andrew Zissos は以下のように注記している。
エリクトーとシビュラの間にある大きなモラルの隔たりは、ルーカーヌスによる儀式の支度の描き方によって見事に浮き彫りにされている。シビュラの敬虔な主張はミーセーノスの葬られていない「死体」（exanimum corpus, 『アエネーイス』 6,149）をアエネーアスが冥界に旅立つ前に礼儀正しく葬らなければならないというものだが、エリクトーはとりわけ葬られていない「死体」（類似した記述の exanimes artus,『内乱』 6,720）を必要とする。（ジェイミー・）マスターズが指摘するように、エリクトーの死体とウェルギリウスのミーセーノスのとの間には明確なつながりがある。これはもう1つの逆転を容易にするものであり、すなわちシビュラの儀式は埋葬で始まり、エリクトーの儀式は埋葬で終わるのである。
マスターズは Zissos の指摘通り、ミーセーノスを埋葬し金枝を見つけろというシビュラの命令は、ルーカーヌスでは反転し圧縮されているとする。すなわちエリクトーは死体を必要とし、埋葬するのではなく回収するのである。この他にも多くの類似と反転があり、例えば黄泉の国から探すものを得る事の容易さについての意見の違いや（シビュラは黄泉の国へ降りるのはたやすい言うが、エリクトーは降霊術は難しくないと言う）、黄泉の国から情報を得ようとする人物の描写が正反対であること（シビュラはアエネーアスに勇敢であるよう促すが、エリクトーはセクトゥス・ポンペイウスを臆病だと批判する）、そして、超自然的な儀式が逆の方法で進行するなどである（シビュラは知識を得るためにアエネーアスを黄泉の国へ送るが、エリクトーは未来を知る為に精霊を大地から召喚する）。

### ダンテの「地獄篇」

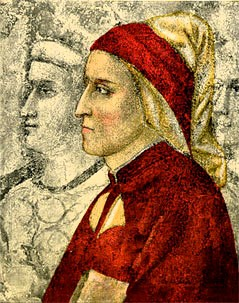
エリクトーはダンテ・アリギエーリの作品「地獄篇」で名指しで言及される。

またエリクトーの名はダンテの『神曲』の最初の書「地獄篇」第9歌で触れられる。最初ダンテとウェルギリウスがディースの門へ入るのを妨げられたため、ダンテはウェルギリウスに疑念を抱き、これまでに地獄の深淵部まで旅した者がいるのか確認したいがためにたずねた。ウェルギリウスは、あるとき自分はエリクトーの降霊術により命令されて1つの魂を回収するために地獄の最深部を旅したことがあると肯定的に答えた。サイモン・A・ギルソン（Simon A.Gilson）は、このような物語は「中世の出典では前例がなく、非常に問題がある」と注記している。
この一節についての解釈はたくさんあるが、うちのいくつかはこれを単なる「解釈学的な工夫」であるとしている。ウェルギリウスに対する読者の権威的な見方を弱めるダンテの意図的な戦術である、あるいは中世におけるウェルギリウスについての伝説に触れ、中世における降霊術の概念を再構築し、キリストによる地獄の征服に沿った文学である、あるいは単に『アエネーイス』の6章562から565までに描かれる、ウェルギリウスが想像するところの地獄の知識の反響である、あるいは前述のルーカーヌスのエピソードについての言及に過ぎない 、などである。ギルソンはエリクトーについての言及は「ダンテ自身の地獄の旅は神の意志によるものある」という事実を補強するものと主張する。「ただしこれは、ウェルギリウスが行なった降霊術に触発されたもので、その犠牲により達成されたものである」。レイチェル・ジャコフも同様の主張をしている。
ダンテによるルーカーヌスの場面の「書き換え」は、ダンテのウェルギリウスを案内人の座に据えるのにエリクトーの降霊術を必要とするためであり、『神曲』の物語の進展の都合の結果として彼女はキリスト教の摂理に従って機能する。ルーカーヌスのエリクトーは除外されると同時により力強い者の下位に置かれる。この場面のダンテによるエリクトーの書き換えは、また元々のウェルギリウスの様式をルーカーヌスが転覆させた事を無かったものとする。

### その他の作品
エリクトーはゲーテの19世紀の戯曲『ファウスト』にも登場する。彼女は第2部第2幕の古典的ワルプルギスの夜で最初に話す登場人物である。エリクトーの話は独り言の形をとり、そこで彼女は内乱やユリウス・カエサル、そして大ポンペイウスについて語る。彼女はまたルーカーヌスについて仄めかし「惨めな詩人ども（すなわち、ルーカーヌスとオウィディウス）が描いたほど、私は忌まわしい者ではない」と主張している。この場面はメフィストフェレスとファウスト、そしてホムンクルスが儀式に入る直前に行われ、その結果トロイのヘレネーと共に城に住むファウストの夢の生活のシーケンスが起こり、彼らの子供の死が幻想を打ち砕き、劇の終末へ向けて現実世界に戻るまで続く。
第二次ポエニ戦争の間に時代設定されているジョン・マーストンの『ソフォニスバ、驚くべき女人』では、ヌミディアの王子シュファクスがエリクト（Erictho〔ママ〕）を地獄から召喚し、カルタゴの姫ソフォニスバが彼を愛するようにして欲しいと頼む 。エリクトは「音の力」を介して自身がソフォニスバの似姿になり、シュファクスが彼女の正体に気付く前に彼と性交渉を行なった。ハリー・ハーヴェイ・ウッドによると、多くの批評家は「（この場面を）極めて不快なものとして却下している」。